# 克拉里穹丘
78°16′S 161°37′E / 78.267°S 161.617°E
克拉里穹丘是南極洲的穹丘，位於希拉里海岸，處於霍姆斯海崖東南面4公里，海拔高度1,520米，以美國科學家命名，現時由南極條約體系管理。